# Camel Trophy
O Camel Trophy foi uma competição de rali realizada entre os anos de 1980 e 2000, idealizada como evento promocional da marca de cigarros Camel.
A competição iniciou-se em 1980 com a iniciativa e participação de seis alemães em estradas da Amazônia e num pequeno trecho da Transbrasil (BR-153)[carece de fontes?] tomando ao longo dos anos proporções mundiais, com trechos em mais de 15 países.